# Миролюбовский сельский совет (Синельниковский район)
Миролюбовский сельский совет (укр. Миролюбівська сільська рада) — входит в состав
Синельниковского района
Днепропетровской области
Украины.
Административный центр сельского совета находится в 
с. Миролюбовка.

## Населённые пункты совета
- с. Миролюбовка
- с. Андреевка
- с. Новый Посёлок
- с. Новочерниговское
- с. Партизаны
- с. Терса